# Ishnikarab
Ishnikarab is van oorsprong een Akkadische godin, maar ze komt ook voor in de Elamitische mythologie, waarin zij de godin van de eed was. Degene die een eed in haar naam had afgelegd en die niet nakwam, werd persoonlijk door haar ontvangen in de onderwereld.
In de onderwereld ontving zij samen met Lagamal de doden. De twee godinnen werkten met Inshushinak, die de doden veroordeelde.